# Untermensch
Untermensch (parola tedesca per sub-umano, plurale: Untermenschen) è un termine dell'ideologia razzista nazista utilizzato per descrivere specialmente gli ebrei, i Popoli romanì, gli slavi e ogni altra persona che non fosse di "razza ariana", secondo la terminologia nazista contemporanea.

## Le origini del termineUntermensch
Anche se di solito si crede che il termine sia stato coniato dai nazisti stessi, la parola tedesca Untermensch stessa era stata utilizzata già in 1899 da Theodor Fontane nel suo ultimo romanzo Der Stechlin per criticare il concetto di Übermensch (o superuomo) di Friedrich Nietzsche. Il termine "sub-umano", nel senso ideologico, fu già utilizzato dall'autore statunitense Lothrop Stoddard nel titolo di uno scritto del 1922 The Revolt Against Civilization: The Menace of the Under Man (La Rivolta Contro la Civilizzazione: La Minaccia del Sub-Umano), che fu tradotto in tedesco nel 1925 con il titolo: Der Kulturumsturz: Die Drohung des Untermenschen (1925). L'ideologo nazista Alfred Rosenberg, riferendosi ai comunisti russi, attribuì il concetto degli "sub-umani" est-europei a Stoddard e scrisse nel suo Il mito del XX secolo (1930) che "questo è il tipo di essere umano che Lothrop Stoddard ha definito 'sub-umano.'" ["...den Lothrop Stoddard als 'Untermenschen' bezeichnete."] Citando Stoddard: "Il sub-umano — l'uomo che sta sotto gli standard di capacità e adattabilità imposti dall'ordine sociale nel quale vive".
È comunque possibile che Stoddard abbia costruito il suo "sub-umano" come antipode al Übermensch di Nietzsche. Stoddard non lo afferma esplicitamente, ma si riferisce criticamente all'idea "superumana" alla fine del suo libro (pag. 262). I giochi di parole con il contrasto Übermensch/Untermensch sembrano ricorrere più volte alla fine del XIX secolo e, dato che la lingua tedesca si presta molto alla creazione di parole combinate con l'utilizzo di prefissi e radici in modo da creare nuove parole, questo sviluppo sembra abbastanza logico. Anche Nietzsche utilizzò il termine Untermensch una volta in opposizione a quello di Übermensch (Die fröhliche Wissenschaft 1882, 3º volume, capitolo 143) ma questo non si riferisce all'interpretazione del significato di Untermensch in epoca nazista. In modo generale, il termine Untermensch nel senso usato dai nazisti, non si trova da nessuna parte nelle opere di Nietzsche. In contrasto con l'Oltreuomo, l'Ultimo uomo è descritto in Così parlò Zarathustra come stanco della vita, disinteressato e letargico.
L'opera di Stoddard trattava la presa del potere da parte dei bolscevichi in Russia, e sosteneva che quella nazione era ora governata dal popolo più degenerato del mondo. Egli riteneva che la combinazione dell'inferiorità razziale degli slavi russi con l'idiozia della credenza politica, che faceva presa sugli istinti umani più vili (come la gelosia verso coloro che possedevano di più) unita al fatto che il Partito Comunista era costituito da "criminali nati", nel senso più convenzionale della parola, necessitasse di un termine completamente nuovo per descrivere questo fenomeno: sub-umani.
Per Stoddard, la Rivoluzione di ottobre fu l'inevitabile scontro delle nazioni civilizzate con le "masse dell'est". Se la razza bianca era intenta a vincere il confronto con i sub-umani, doveva prendere le distanze dalle idee liberali ed adottare drastici cambiamenti di politica, introducendo ad esempio il programma di eugenetica.

## Untermenschnella propaganda e nella politica nazista
I nazisti pensavano che gli ebrei, i popoli romaní, gli slavi o gli africani e gli "elementi asociali", come ad esempio gli omosessuali, i criminali, i mendicanti, i giramondo, i liberali, i democratici, i femministi e i cosiddetti "moralmente degenerati" fossero sub-umani. Venivano considerati sub-umani pure i disabili mentali, gli individui con un quoziente intellettivo inferiore alla media e le persone affette da malattie psichiche e, più generalmente, patologie ereditarie.
Il termine Untermensch era utilizzato negli scritti e nei discorsi diretti contro gli ebrei, e l'esempio più noto è una pubblicazione del 1935 delle SS con il titolo Der Untermensch che contiene un'invettiva antisemitica estratta da un discorso tenuto da Heinrich Himmler. Nel testo Le SS come Organizzazione Anti-Bolscevica, Himmler scrisse nel 1936: "Dobbiamo preoccuparci che mai più in Germania, il cuore dell'Europa, possano scoppiare rivoluzioni di sub-umani ebrei o bolscevichi sia dall'interno che dall'esterno tramite emissari".
Un altro esempio di utilizzo del termine, questa volta legato alla propaganda anti-sovietica, è un volantino, titolato Der Untermensch edito da Himmler. Pubblicato nel 1942 durante l'Operazione Barbarossa, conta circa 50 pagine e consiste perlopiù di fotografie che mettono in cattiva luce il nemico. Lo storico Robert van Pelt scrive che per i nazisti, "era solo un piccolo passo verso l'opposizione del Mensch europeo contro l'Untermensch sovietico".
Il concetto dell'Untermensch sovietico in particolare servì ai nazisti come giustificazione per le politiche di genocidio e specialmente come scusa per l'aggressione all'Unione Sovietica del 1941, per la conquista del Lebensraum. I primi progetti del Reich tedesco (sintetizzati come Generalplan Ost) prevedevano la schiavizzazione e l'eliminazione di non meno di 50 milioni di persone che non erano considerate adeguate alla germanizzazione dei territori da conquistare nell'Europa orientale..